# Erasmus Darwin
Erasmus Darwin (ur. 12 grudnia 1731 w Elston Hall koło Newark-on-Trent w hrabstwie Nottinghamshire, zm. 18 kwietnia 1802 w Derby) – angielski przyrodnik, lekarz, wynalazca i poeta; dziadek Karola Darwina. 
W latach 1750–55 studiował w St John’s College na Uniwersytecie Cambridge. Studiował też medycynę w Edynburgu . 
Autor wierszowanego dzieła na temat ewolucji "Świątynia przyrody". Książka ta była jedną z inspiracji jego wnuka, która zadecydowała o powstaniu jego wiekopomnego dzieła. Poglądy na ewolucję świata żywego Erasmusa były bardzo podobne do przekonań Lamarcka. Wierzył on w dziedziczenie cech nabytych. Jednocześnie w "Świątyni przyrody" przewidział istnienie DNA.
Erasmus Darwin zaproponował konstrukcję gigantycznej wirówki, w której umieszczałoby się pacjenta chorego na migrenę co powodowałoby odpływ krwi z mózgu. Było to zgodne z naczyniową hipotezą zaproponowaną przez Thomasa Willisa, który uważał, że migrena jest powodowana za dużą ilością krwi w mózgu.